# بركيليوم
البركليوم عنصر مشع مصنع رمزه الكيميائي، Bk ورقمه الذري 97. ويوجد لهذا العنصر عشرة نظائر، ويبلغ الوزن الذري لأكثر تلك النظائر استقراراً 247، ونصف عمره 1400 سنة. ويمكن إنتاج البركيليوم - 247 الذي يبلغ نصف عمره 314 يوماً، بكميات صغيرة في المفاعلات النووية. وقد استخدم هذا النظير في دراسة العديد من المركبات الكيميائية للبركيليوم.
على الرغم من أن أنتجت كميات صغيرة جدا من البركيليوم في التجارب النووية السابقة، تم تصنيعه لأول مرة عن عمد، معزولة، في ديسمبر كانون الأول 1949 من قبل جلين سيبورج، وألبرت غيورسو ستانلي تومسون G.. استخدموا سيكلوترون 60-بوصة في جامعة كاليفورنيا، . كانت العناصر الجديدة البركيليوم
```

  

    

      

        

          

            

            

              
 

              
92

            

            

              
235

            

          

          
U

          
 

          
+

          

            
 

            

              
 

              
5

            

            

              
11

            

          

          
B

          
 

          
⟶

          

            
 

            

              
 

              
97

            

            

              
242

            

          

          
B

          
k

          
 

          
+

          
 

          
4

          

            
 

            

              
0

            

            

              
1

            

          

          
n

          

          
;

          

            

            

              
 

              
90

            

            

              
232

            

          

          
T

          
h

          
 

          
+

          

            
 

            

              
 

              
7

            

            

              
14

            

          

          
N

          
 

          
⟶

          

            
 

            

              
 

              
97

            

            

              
242

            

          

          
B

          
k

          
 

          
+

          
 

          
4

          

            
 

            

              
0

            

            

              
1

            

          

          
n

        

      

    

    
{\displaystyle \mathrm {^{235}_{\ 92}U\ +\ _{\ 5}^{11}B\ \longrightarrow \ _{\ 97}^{242}Bk\ +\ 4\ _{0}^{1}n\quad ;\quad _{\ 90}^{232}Th\ +\ _{\ 7}^{14}N\ \longrightarrow \ _{\ 97}^{242}Bk\ +\ 4\ _{0}^{1}n} }

  

```

{\displaystyle \mathrm {^{238}_{\ 92}U\ +\ _{\ 5}^{10}B\ \longrightarrow \ _{\ 97}^{242}Bk\ +\ 6\ _{0}^{1}n\quad ;\quad _{\ 90}^{232}Th\ +\ _{\ 7}^{15}N\ \longrightarrow \ _{\ 97}^{242}Bk\ +\ 5\ _{0}^{1}n} }

## التطبيقات
لا يوجد أي استخدام لأي من النظائر خارج البركيليوم من البحوث العلمية الأساسية. من المفيد للالنظير كاليفورنيوم-249، والذي يستخدم للدراسات في كيمياء كاليفورنيوم في الأفضلية لأكثر المشعة كاليفورنيوم-252 التي تم إنتاجها في مرافق قصف النيوترون
وأعدت دفعة 22 مليغرام من البركيليوم-249 في تشعيع وتنقيته ثم لمدة 90 يوما في أوك ريدج في عام 2009. هذا الهدف أسفرت عن أول 6 ذرات أنون سيبتيوم في المعهد المشترك للأبحاث النووية (JINR)، دوبنا، روسيا، بعد قذف أيونات الكالسيوم في سيكلوترون U400 لمدة 150 يوما. كان هذا التوليف تتويجا للتعاون بين روسيا والولايات المتحدة وJINR مختبر لورانس ليفرمور الوطني على تجميع العناصر 113 حتي 118 الذي بدأ في عام 1989.

## مخاطره
قد لا يعرف إلا القليل عن آثار البركيليوم على جسم الإنسان، وبسبب انخفاض الطاقة المنبعثة من الإلكترونات من البركيليوم-249 (أقل من 126 كيلو) يعيق الكشف، يجعل هذا النظير غير مؤذية نسبيا للبشر بالمقارنة مع الأكتينيدات أخرى. ومع ذلك، بسبب التحويلات مع عمر نصف لهذا العنصر يجعله باعث قوي 249-كاليفورنيوم، وهو أمر خطير نوعا ما، ويجب أن يتم التعامل معها في صندوق القفازات في مختبر مخصص.
معظم البيانات المتاحة سمية البركيليوم تنشأ من البحوث على الحيوانات. على ابتلاع من قبل الفئران، عن فقط 0.01٪ البركيليوم ينتهي في مجرى الدم. من هناك، حوالي 65٪ يذهب إلى العظام، و 25٪ إلى الرئتين (بعمر نصف بيولوجي نحو 20 عاما).